# Sydindien

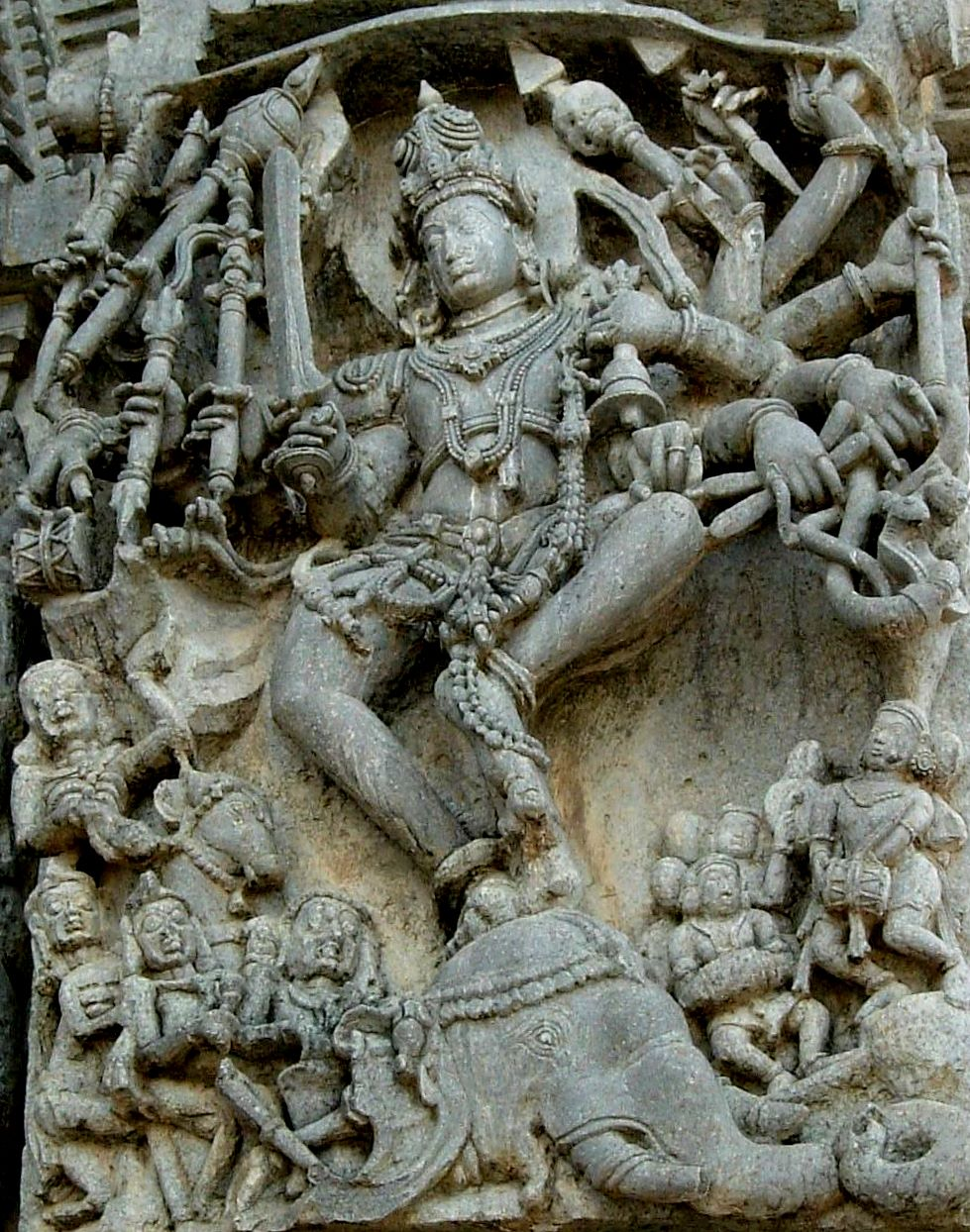
Hoysala Empire i Belur

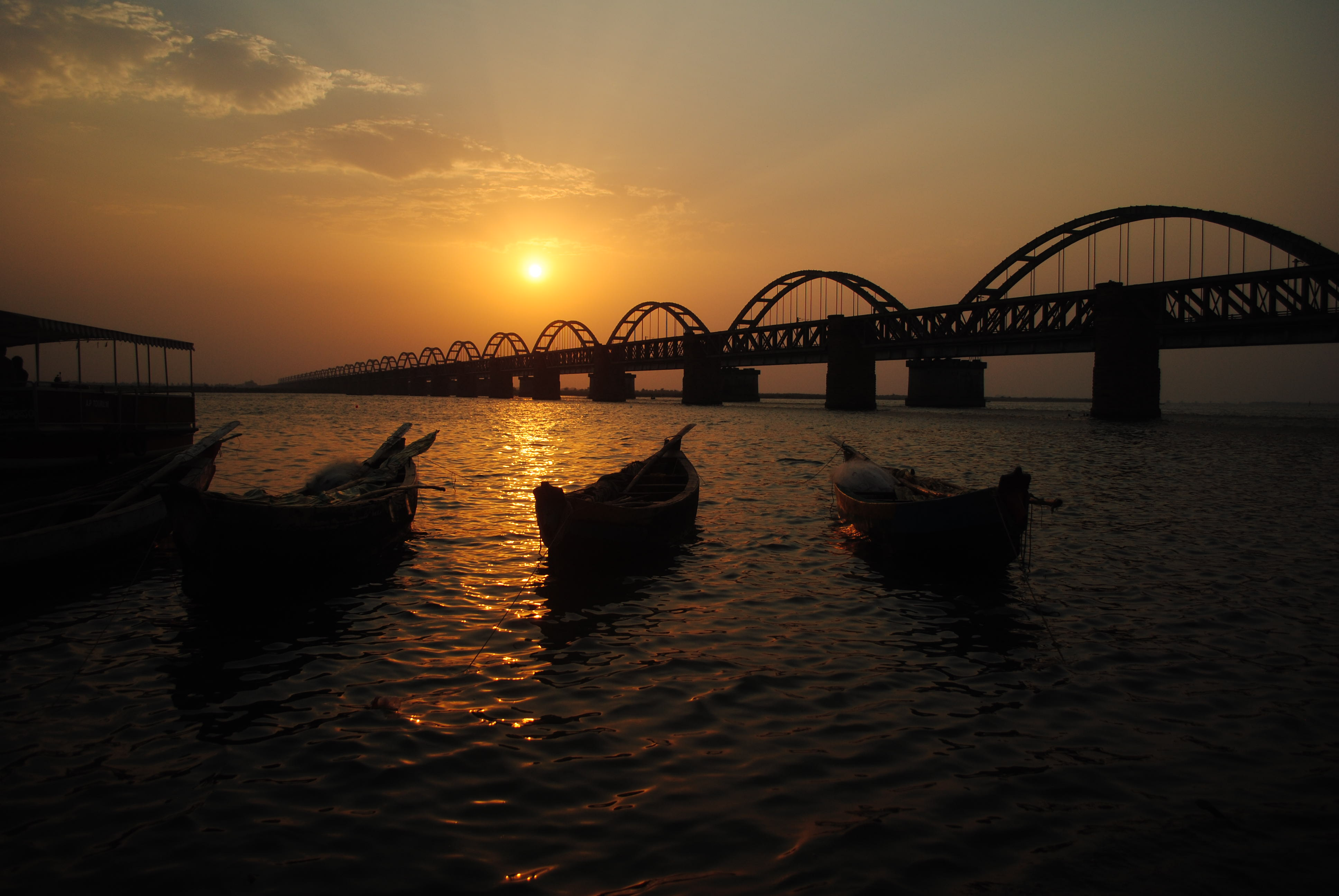
Skymning över Godavarifloden med Havelockbron i bakgrunden

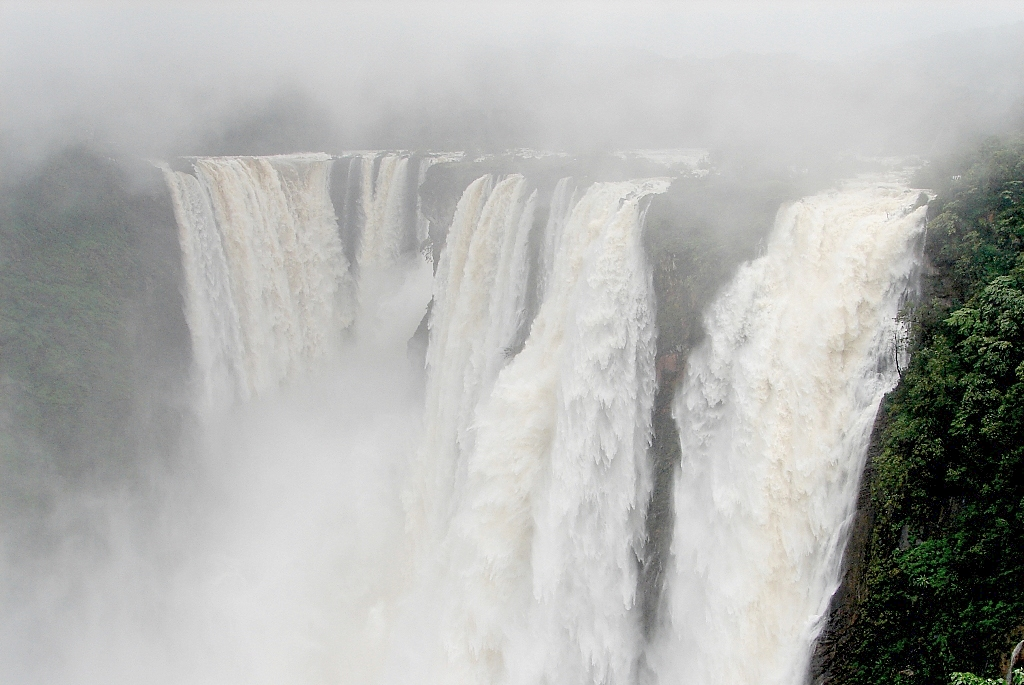
Jog Falls

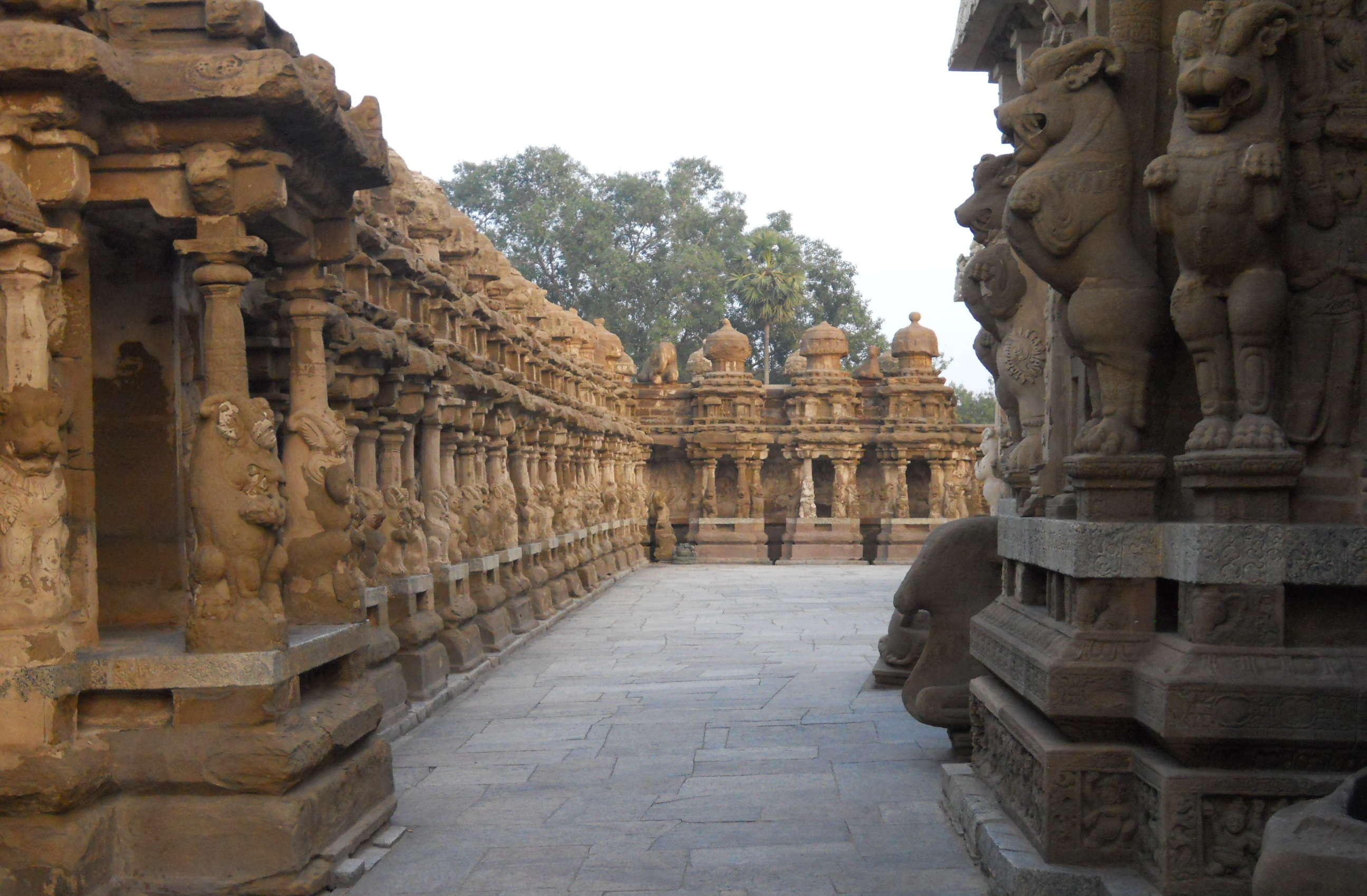
Skulpturer i Kanchi Kailasanathar Temple

Sydindien (Dakshina Nad, "sydligt land", eller Dravida Nad, "dravidernas land") är en geografiskt och språkligt distinkt region omfattande hela södra Indien, i norr begränsad av Satpurabergen, Vindhyabergen och Narmadafloden, och innefattande högplatån Deccan
Fem moderna indiska delstater befinner sig i Sydindien; nämligen Andhra Pradesh, Goa, Karnataka, Kerala, Tamil Nadu och Telagana, samt de federala territorierna Lakshadweep, Puducherry och Andamanerna och Nikobarerna. De indier som härstammar från regionen kallas ibland sydindier.